# Franciszek Jarzyna
Franciszek Zbigniew Jarzyna (1911–1999) – polski dziennikarz i działacz społeczno-kulturalny związany ze Lwowem i Świdnicą, redaktor "Wiadomości Świdnickich" (1947), dyrektor artystyczny Teatru Świdnickiego. 

## Życiorys
Ukończył studia z dziedziny filologii polskiej na Uniwersytecie Jana Kazimierza, po czym podjął pracę nauczyciela i dziennikarza w rodzinnym mieście. W 1945 w wyniku tzw. repatriacji znalazł się na Dolnym Śląsku, osiedlając się w Świdnicy.
W 1947 na krótki okres objął redakcję pisma "Wiadomości Świdnickie", które na wiosnę 1947 zostało zlikwidowane. Pełnił obowiązki dyrektora artystycznego miejscowego teatru. Publikował w "Roczniku Świdnickim". Był wiceprzewodniczącym Towarzystwa Ziemi Świdnickiej oraz członkiem Towarzystwa Miłośników Lwowa i Kresów Południowo-Wschodnich. Przez lata działał w świdnickim oddziale SD. 